# Apantesis bicolor
Apantesis bicolor là một loài bướm đêm thuộc phân họ Arctiinae, họ Erebidae.